# دوبروجا سود كونستانتسا
دوبروجا سود كونستانتسا هو نادي كرة يد في رومانيا تأسس في سنة 2015. تبلغ سعة ملعبه 2100 متفرجا. يلعب في الدوري الروماني لكرة اليد.